# Andrew Cochrane-Johnstone
Pour les articles homonymes, voir Cochrane et Johnstone.
Andrew Cochrane-Johnstone (né le 24 mai 1767 à Édimbourg-1833 ?) est un militaire puis homme politique britannique, député et gouverneur de la Dominique. Il termine une carrière controversée dans la « grande fraude boursière de 1814 ».

## Biographie
Andrew Cochrane-Johnstone est le huitième fils survivant de Thomas Cochrane (8e comte de Dundonald) (1691–1778) et de son épouse Jean Stewart (1722?–1808), et par conséquent le frère d'Archibald Cochrane (9e comte de Dundonald) et de l'amiral Alexander Forrester Inglis Cochrane, donc l'oncle de l'amiral Thomas Cochrane. Son père ne laisse que des dettes. Il ne doit sa carrière qu'à la protection de membres et d'amis de la famille. Son oncle, le général James Stewart lui obtient en 1783 le grade de cornette dans le 23e régiment des dragons légers, basé en Inde, mais il n'a pas les moyens de financer son avancement. Il revient donc au Royaume-Uni pour solliciter une autre place qu'il n'obtient réellement qu'après avoir été élu député pour la circonscription de Stirling Boroughs. En position de voter pour ou contre le gouvernement, il finit lieutenant-colonel du 79e régiment d'infanterie.
En 1793, il épouse Georgiana Hope Johnstone et ajoute donc son nom au sien. Le couple a une fille qui épouse ensuite William Napier. Par sa femme, il entre dans la famille de Lord Melville. Il réussit ainsi à devenir gouverneur de la Dominique en 1797 (il abandonne alors son siège au Parlement), colonel du 8e régiment des Indes occidentales et Brigadier des îles sous le vent britanniques. Son gouvernement de la Dominique est très controversé. Il est rendu responsable de la mutinerie des soldats noirs de l'armée en 1802 qu'il est accusé d'utiliser comme esclaves. L'assemblée demande et obtient son rappel. Il est aussi accusé d'arrestations arbitraires et de corruption. Il est cependant acquitté en cour martiale. Malgré tout, il démissionne de l'armée.
Sa première épouse étant décédée en 1797, il se remarie en 1803 avec la Française Amelia Constance Gertrude Etienette, fille du gouverneur de la Guadeloupe. Le couple n'a pas d'enfant. Cependant, Andrew Cochrane-Johnstone a trois enfants illégitimes dont l'aventurier John Dundas Cochrane.
Il mène campagne pour sa réhabilitation et s'attire la sympathie des radicaux qui l'utilisent pour attaquer le gouvernement. C'est donc plus ou moins sous l'étiquette radical qu'il est élu au Parlement britannique en 1807 pour la circonscription de Grampound. Au Parlement, il s'attaque au mauvais gouvernement des Antilles britanniques et surtout la corruption. Il est cependant exclu dès 1808 car il n'atteint les exigences censitaires de propriété pour être député. Il retourne dans les Antilles, où son frère Alexander Forrester Inglis Cochrane commande la flotte. Celui-ci lui obtient même le gouvernement de Tortola. Il y est accusé à nouveau de malversations. De retour en Europe, en 1809, il est soupçonné de contrebande.
En 1812, il retrouve son siège de député pour Grampound, mais sa situation financière est catastrophique : il doit 16 301 £. Ses quatre propriétés et ses soixante esclaves qu'il a encore à la Dominique sont saisis et vendus. Le 21 février 1814, l'émigré français Charles Random de Bérenger, déguisé en secrétaire de l'ambassadeur britannique en Russie, voyage de Douvres à Londres en annonçant partout sur son passage la défaite et la mort de Napoléon Ier. Les Bons du Trésor britanniques gagnent immédiatement de la valeur à la bourse de Londres. Andrew Cochrane-Johnstone fait un bénéfice de 4 931 £, ce qui éveille les soupçons. Il est traduit en justice, ainsi que son neveu Thomas Cochrane et leur agent de change. Ils sont reconnus coupables lors du procès en juin 1814, mais Andrew Cochrane-Johnstone a déjà fui la Grande-Bretagne. Il n'y revient jamais. S'il semble bien qu'il ait été à la base de la fraude, ses coaccusés n'avaient rien à voir avec l'affaire. Leur principal problème était d'avoir été en relation avec lui.
Il retourne aux Antilles britanniques où il rachète ses propriétés avec l'argent de la fraude boursière. Il les revend pour créer une plantation de café sur Démérara. En 1829, il est à Paris où il poursuit en justice le gouvernement français pour des dommages imaginaires. Il est à nouveau découvert. Il meurt avant août 1833 chez lui, rue du Faubourg-Saint-Honoré.